# Езерище (станция)
Езерище — станция Витебского отделения Белорусской железной дороги. Расположена в городском посёлке Езерище. На ней по непонятным причинам не останавливаются поезда дальнего следования, которые ходят из Витебска в Санкт-Петербург и обратно. Также это конечная станция для пригородных поездов «Витебск – Езерище». На станции проводятся работы по приёму и выдаче грузов.